# VX-3
O Esquadrão de Desenvolvimento Aéreo 3 ou VX-3 foi um esquadrão de teste e avaliação aérea da Marinha dos Estados Unidos estabelecido em 20 de novembro de 1948 e desativado em 1º de março de 1960.

## Histórico operacional

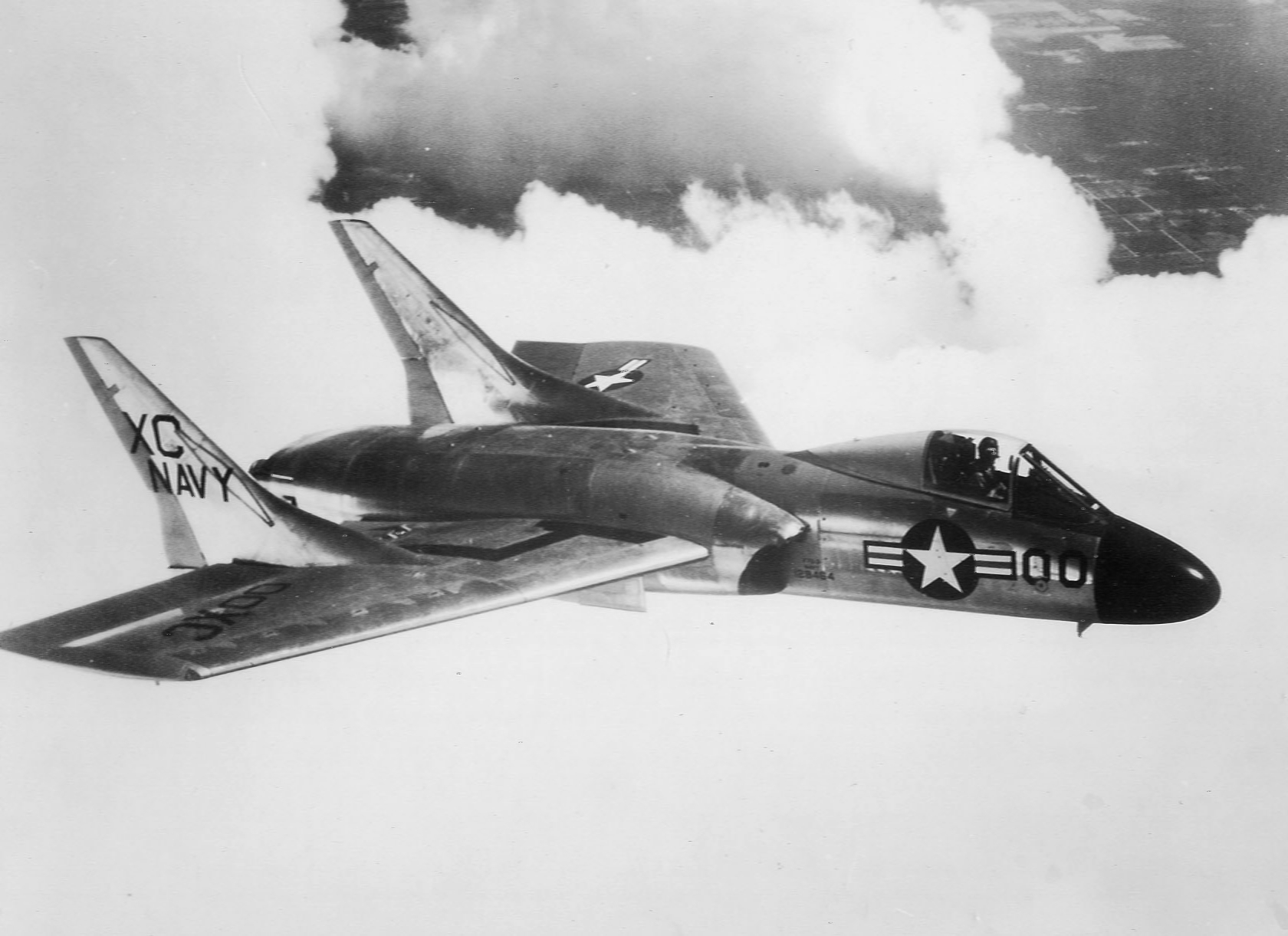
VX-3 F7U-3 c.1955

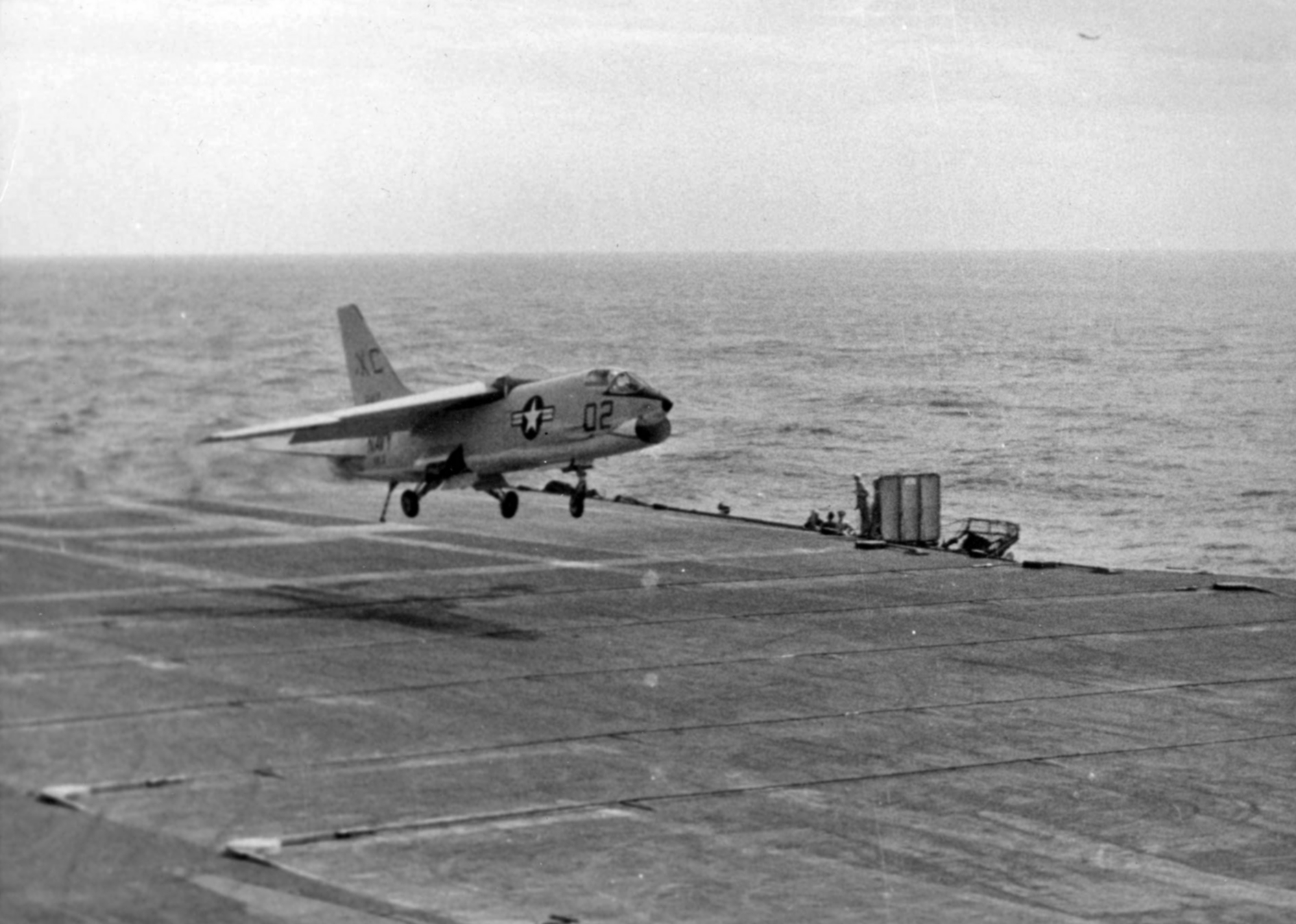
VX-3 F8U-1 pousa no c.1957

O VX-3 foi estabelecido pela fusão dos ativos de VA-1L e VF-1L e com sede em NAS Atlantic City, sua aeronave carregava o código de cauda "XC".
No final de 1949, o VX-3 recebeu unidades do F6U Pirate, que operou por um curto período antes de enviá-los para armazenamento no NAS Quonset Point.
Em março de 1953, o VX-3 iniciou testes operacionais de reabastecimento aéreo de sonda e drogue usando bombardeiros AJ-1 Savage.:197
No final de 1954, o F9F-8 Cougar foi qualificado para porta-aviões VX-3 a bordo do USS Midway.:135
Em agosto de 1955, os VX-3 F9F-8s testaram com sucesso o primeiro sistema de pouso espelhado a bordo USS Bennington.:184
O VX-3 recebeu os primeiros F-8U-1 Crusaders em dezembro de 1956 e conduziu as qualificações de porta-aviões do Crusader a bordo do USS Franklin D. Roosevelt em abril de 1957. Durante o teste do Crusader, duas aeronaves com pilotos foram perdidas. Em 6 de junho de 1957, um VX-3 Crusader estabeleceu um recorde de velocidade de costa a costa dos EUA de três horas e vinte e oito minutos, decolando do USS Bon Homme Richard na Costa Oeste e pousando no USS Saratoga na Costa Leste.

## Ex-membros notáveis
- Thomas J. Hudner Jr.
- Donald D. Engen